# Astrosierra densus
Astrosierra densus is een slangster uit de familie Gorgonocephalidae.
De wetenschappelijke naam van de soort werd in 1980 gepubliceerd door Baker.